# 文珠蘭
文 珠蘭（ムン・ジュラン、문주란、1949年9月30日 - ）は、大韓民国の女性歌手。

## 概要
1965年に釜山MBC「トップシンガーコンテスト」で優勝し、1966年に「同宿の唄（동숙의 노래）」を含むアルバムでデビュー。当時の韓国では珍しい学生歌手として人気を博し、1970年代前半にかけて数々の音楽賞を受賞する。
1981年にキングレコードから日本デビュー。
1982年の第11回東京音楽祭に参加して「モンピョル（遠い星）」（作詞：星野哲郎、作曲：三島大輔）で最優秀歌唱賞を受賞した。
1983年に韓国で活動を再開し、複数のヒット曲を飛ばす。交通事故による停滞時期を経て、1990年に代表曲となる「남자는 여자를 귀찮게 해」（邦題：男は女を泣かす）がヒットした。
一時期、京畿道清平でライブ喫茶の経営に専念していたが、作曲家ジョン・ウォンス（정원수）の勧めで復帰した。